# Anna Shaffer
Anna Shaffer (Londres, 15 de març de 1992) és una actriu anglesa. Es va revelar gràcies a la seva interpretació de Romilda Vane a les pel·lícules de Harry Potter. Més tard tingué el rol de Ruby Button a la sèrie Hollyoaks i més recentment, a partir del 2019, és la bruixa Triss Merigold a la sèrie de Netflixː The Witcher.

## Filmografia

### Televisió
| Any             | Títol       | Rol            | Notes                                     |
| --------------- | ----------- | -------------- | ----------------------------------------- |
| 2019—actualitat | The Witcher | Triss Merigold | personatge principal, sèrie de TV Netflix |
| 2011-2018       | Hollyoaks   | Ruby Button    | 242 episodis                              |
| 2017            | Zapped      | Mare           | Episodi: "Magic Darts"                    |
| 2017            | Fearless    | Leila          | 4 episodis                                |
| 2016            | Class       | Rachel Chapman | 2 episodis                                |
| 2016            | Cuckoo      | Emma           | Episodi: "University Challenged"          |
| 2014            | Glue        | Heather        | Minisèrie; episodi #1.2                   |

### Cinema
| Any  | Títol                                            | Rol          | Notes                                                        |
| ---- | ------------------------------------------------ | ------------ | ------------------------------------------------------------ |
| 2011 | Harry Potter i les relíquies de la Mort (Part 2) | Romilda Vane | Amb Daniel Radcliffe, Emma Watson, Rupert Grint i Tom Felton |
| 2010 | Harry Potter i les relíquies de la Mort (Part 1) | Romilda Vane | Amb Daniel Radcliffe, Emma Watson, Rupert Grint i Tom Felton |
| 2009 | Harry Potter i el misteri del príncep            | Romilda Vane | Amb Daniel Radcliffe, Emma Watson, Rupert Grint i Tom Felton |